# Ramata
Pour les articles homonymes, voir Ramata (homonymie).
Ramata est un roman policier d'Abasse Ndione, paru en octobre 2000 aux Éditions Gallimard dans la collection La Noire. Son intrigue se déroule au Sénégal, patrie de son auteur. 

## Adaptation
Le roman a été adapté au cinéma sous le même titre par Léandre-Alain Baker en 2009 (film sorti en 2011).